# Mauro Baldi
Mauro Baldi (Reggio Emilia, 1954. január 31. –) olasz autóversenyző, az 1994-es Le Mans-i 24 órás autóverseny győztese.

## Pályafutása

### Korai évek
Pályafutását 1972-ben ralisportban kezdte, majd 1975-ben tért át a pályaversenyzésre. 1981-ben megnyerte az európai Formula–3-as bajnokságot.

### Formula–1
1982-ben az Arrows csapatában debütált a Formula–1-ben. Első versenyén nem tudta kvalifikálni magát, és az év további három versenyén nem érte el a rajtengedélyhez szükséges limitet. A holland és az osztrák futamon azonban pontszerző helyen ért célba, végül két pontjával a huszonötödik helyen zárta az összetett értékelést.
A 83-as szezonban már a Marlboro Team Alfa Romeo alakulatával vett részt. Mauro az év összes versenyén rajthoz állt, és a 82-es év után újfent két alkalommal végzett pontot érő helyen. Három ponttal végül a tizenhatodik helyen zárta a szezont.
1984-ben nyolc-, míg 1985-ben három futamon vett részt a Spirit Racing csapatával. Ez időszak alatt egyszer sem szerzett pontot.

### Hosszútávú versenyzés
Baldi jelentős sikereket jegyez különböző hosszútávú autóversenyeken. 1994-ben Yannick Dalmas és Hurley Haywood társaként megnyerte a Le Mans-i 24 órás autóversenyt, 1998-ban pedig a Sebringi 12 órás, valamint a Daytonai 24 órás versenyen győzött.

## Eredményei
Le Mans-i 24 órás autóverseny
| Év   | Csapat               | Autó            | Csapattárs        | Csapattárs             | Helyezés        | Kiesés oka |
| ---- | -------------------- | --------------- | ----------------- | ---------------------- | --------------- | ---------- |
| 1984 | Martini Racing       | Lancia LC2      | Paolo Barilla     | Hans Heyer             | Kiesett         | Defekt     |
| 1985 | Martini Racing       | Lancia LC3      | Henri Pescarolo   |                        | 7.              |            |
| 1986 | Liqui Moly Equipe    | Porsche 956B    | Price Cobb        | Rob Dyson              | 9.              |            |
| 1989 | Team Sauber Mercedes | Sauber C9       | Kenny Acheson     | Gianfranco Brancatelli | 2.              |            |
| 1991 | Peugeot Talbot Sport | Peugeot 905     | Philippe Alliot   | Jean-Pierre Jabouille  | Kiesett         | Motorhiba  |
| 1992 | Peugeot Talbot Sport | Peugeot 905     | Philippe Alliot   | Jean-Pierre Jabouille  | 3.              |            |
| 1993 | Peugeot Talbot Sport | Peugeot 905     | Philippe Alliot   | Jean-Pierre Jabouille  | 3.              |            |
| 1994 | Joest Racing         | Dauer 962LM GT  | Yannick Dalmas    | Hurley Haywood         | Győzelem        |            |
| 1997 | Konrad Motorsport    | Porsche 911 GT2 | Franz Konrad      | Robert Nearn           | Kiesett         |            |
| 1998 | Moretti Racing Inc.  | Ferrari 333 SP  | Gianpiero Moretti | Didier Theys           | 14.             |            |
| 1999 | JB Racing            | Ferrari 333 SP  | Jérôme Policand   | Christian Pescatori    | Kiesett         | Motorhiba  |
| 2000 | Team Den Blå Avis    | Panoz LMP-1     | John Nielsen      | Klaus Graf             | nem értékelhető |            |

Teljes Formula–1-es eredménysorozata
(Táblázat értelmezése)

(Félkövér: pole-pozícióból indult; dőlt: leggyorsabb kört futott) 

| Év   | Csapat                   | Modell            | Motor           | 1      | 2      | 3      | 4      | 5      | 6      | 7      | 8      | 9     | 10     | 11     | 12     | 13     | 14     | 15     | 16     | Helyezés | Pont |
| ---- | ------------------------ | ----------------- | --------------- | ------ | ------ | ------ | ------ | ------ | ------ | ------ | ------ | ----- | ------ | ------ | ------ | ------ | ------ | ------ | ------ | -------- | ---- |
| 1982 | Arrows Racing Team       | Arrows A4         | Cosworth V8     | RSA Nk | BRA 10 | USW Nk | SMR    | BEL Hn | MON Nk | DET Ki | CAN 8  | NED 6 | GBR 9  | FRA Ki | GER Ki | AUT 6  | SUI Nk |        | CPL 11 | 25.      | 2    |
| 1982 | Arrows Racing Team       | Arrows A5         | Cosworth V8     |        |        |        |        |        |        |        |        |       |        |        |        |        |        | ITA 12 |        | 25.      | 2    |
| 1983 | Marlboro Team Alfa Romeo | Alfa Romeo 183T   | Alfa Romeo V8   | BRA Ki | USW Ki | FRA Ki | SMR 10 | MON 6  | BEL Ki | DET 12 | CAN 10 | GBR 7 | GER Ki | AUT Ki | NED 5  | ITA Ki | EUR Ki | RSA Ki |        | 16.      | 3    |
| 1984 | Spirit Racing            | Spirit Racing 101 | Hart Straight-4 | BRA Ki | RSA 8  | BEL Ki | SMR 8  | FRA Ki | MON Nk | CAN    | DET    | DAL   | GBR    | GER    | AUT    | NED    | ITA    | EUR 8  | POR 15 |          | 0    |
| 1985 | Spirit Enterprises Ltd.  | Spirit 101D       | Hart Straight-4 | BRA Ki | POR Ki | SMR Ki | MON    | CAN    | DET    | FRA    | GBR    | GER   | AUT    | NED    | ITA    | BEL    | EUR    | RSA    | AUS    |          | 0    |

## Külső hivatkozások
- Profilja a grandprix.com honlapon (angolul)
- Profilja a statsf1.com honlapon (angolul)
- Profilja a driverdatabase.com honlapon (angolul)